# Awgustinos Kapodistrias
Awgustinos Kapodistrias (gr. Αυγουστίνος Καποδίστριας; ur. w 1778 na Korfu, zm. w 1857 w Sankt Petersburgu) – grecki żołnierz i polityk.
Był młodszym bratem Joanisa Kapodistriasa. Po jego śmierci, pełnił funkcję gubernatora Grecji (1831).